# Temur Parcvanija
Temur Rafijelovyč Parcvanija (in ucraino Темур Рафієлович Парцванія?; Tbilisi, 6 luglio 1991) è un ex calciatore georgiano naturalizzato ucraino, di ruolo difensore.

## Carriera

### Club
Ha giocato nella massima serie dei campionati ucraino ed ungherese.

## Palmarès

### Club
- Coppa del Tagikistan: 1

Istiklol: 2022
- Supercoppa del Tagikistan: 1

Istiklol: 2022
- Campionato tagiko: 1

Istiklol: 2022